# 丰特尼耶
丰特尼耶（法語：Fontenilles，法語發音：[fɔ̃tnij]）是法国上加龙省的一个市镇，属于米雷区。

## 地理
丰特尼耶（43°33'11"N, 1°11'28"E）面积20.22 平方千米，位于法国奧克西塔尼大區上加龙省，该省份为法国西南部内陆省份，西南端与西班牙接壤，自此顺时针与上比利牛斯省、热尔省、塔恩-加龙省、塔恩省、奥德省和阿列日省接壤。
与丰特尼耶接壤的市镇（或旧市镇、城区）包括：莱格万、奥索内尔河畔邦雷波、丰索尔布、图什河畔普莱桑斯、赛盖德、圣利斯、拉萨尔沃塔圣吉勒、利亚斯、皮若德朗。

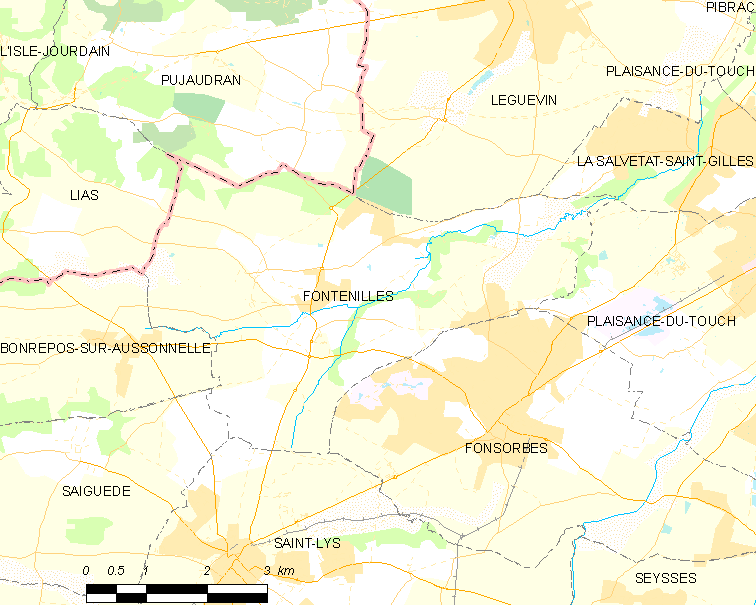
丰特尼耶的OSM定位图

丰特尼耶的时区为UTC+01:00、UTC+02:00（夏令时）。

## 行政
丰特尼耶的邮政编码为31470，INSEE市镇编码为31188。

## 政治
丰特尼耶所属的省级选区为图什河畔普莱桑斯县。

## 人口

1962-2008年间丰特尼耶人口变化图示

丰特尼耶于2022年1月1日时的人口数量为5869人。